# Światowa Federacja Giełd
Światowa Federacja Giełd - organizacja skupiająca najbardziej rozwinięte giełdy świata. Do federacji należeć mogą jedynie giełdy spełniające ściśle określone standardy dotyczące między innymi organizacji rynku, zasad obrotu i infrastruktury technicznej. Od 1994 roku jednym z członków tej organizacji jest Giełda Papierów Wartościowych w Warszawie.